# Bobsleigh als Jocs Olímpics d'Hivern de 1928
Als Jocs Olímpics d'Hivern de 1928 celebrats a la ciutat de Sankt Moritz (Suïssa) es disputà una prova de bobsleigh. La competició fou en categoria masculina i en equips de cinc participants, i es realitzà el dia 18 de febrer de 1928 a les instal·lacions de bobsleigh de Sankt Moritz.

## Comitès participants
Hi participaren un total de 115 competidors de 14 comitès nacionals diferents:
| - Alemanya (10) - Àustria (10) - Argentina (10) - Bèlgica (10) - Estats Units (10) - França (10) - Itàlia (5) |  | - Luxemburg (5) - Mèxic (5) - Països Baixos (5) - Polònia (5) - Regne Unit (10) - Romania (10) - Suïssa (10) |

## Resum de medalles
| Prova    | Or                                                                                              | Argent                                                                                      | Bronze                                                                                          |
| Bobs a 5 | Estats Units · USA IIBilly Fiske · Clifford Gray · Geoffrey Mason · Richard Parke · Nion Tocker | Estats Units · USA IThomas Doe · David Granger · Jennison Heaton · Lyman Hine · Jay O'Brien | Alemanya · Alemanya IIHans Heß · Sebastian Huber · Hanns Kilian · Valentin Krempl · Hanns Nägle |

## Medaller
| Posició | País         | Or | Argent | Bronze | Total |
| 1       | Estats Units | 1  | 1      | 0      | 2     |
| 2       | Alemanya     | 0  | 0      | 1      | 1     |
|         |              |    |        |        |       |
| Total   | Total        | 1  | 1      | 1      | 3     |

## Resultats
| Lloc | Equip                         | Participants                                                                      | Ronda 1 | Ronda 2 | Total  |
| ---- | ----------------------------- | --------------------------------------------------------------------------------- | ------- | ------- | ------ |
| 1    | Estats Units · USA II         | Billy Fiske, Nion Tocker, Geoffrey Mason, Clifford Gray i Richard Parke           | 1:38.9  | 1:41.6  | 3:20.5 |
| 2    | Estats Units · USA I          | J. Heaton, David Granger, Lyman Hine, Jay O'Brien i Thomas Doe                    | 1:42.3  | 1:38.7  | 3:21.0 |
| 3    | Alemanya · Alemanya II        | Hanns Kilian, Hans Heß, Sebastian Huber, Valentin Krempl i Hanns Nägle            | 1:41.7  | 1:40.2  | 3:21.9 |
| 4    | Argentina · Argentina I       | Arturo Gramajo, Ricardo González, Mariano de María, Rafael Iglesias i John Nash   | 1:40.1  | 1:42.5  | 3:22.6 |
| 5    | Argentina · Argentina II      | Eduardo Hope, J. Carril, H. Milberg, Horacio Iglesias i Horacio Gramajo           | 1:42.3  | 1:40.6  | 3:22.9 |
| 6    | Bèlgica · Bèlgica I           | Ernest Lambert, W. Ganshof, M. Sedille, Max Houben i Léon Tom                     | 1:39.8  | 1:44.7  | 3:24.5 |
| 7    | Romania · Romania II          | G. Socolescu, Ion Gavăţ, T. Niţescu, Toma Ghiţulescu i Mircea Socolescu           | 1:43.8  | 1:40.8  | 3:24.6 |
| 8    | Suïssa · Suïssa I             | C. Stoffel, René Fonjallaz, Henry Höhnes, E. Coppetti i Louis Koch                | 1:43.1  | 1:42.6  | 3:25.7 |
| 9    | Regne Unit · Regne Unit II    | H. Martineau, Walter Birch, J. Dalrymple, John Gee i Edward Hall                  | 1:41.7  | 1:44.5  | 3:26.2 |
| 10   | Regne Unit · Regne Unit I     | George Pim, Guy Tracey, David Griffith, Frederick Browning i Thomas Warner        | 1:40.6  | 1:45.7  | 3:26.3 |
| 11   | Mèxic · Mèxic                 | L. M. Elizaga, Juan de Landa, J. Díaz, Mario Casasos i G. Díaz                    | 1:44.9  | 1:42.8  | 3:27.6 |
| 12   | Països Baixos · Països Baixos | Curt Sandt, Jacques Delprat, Edwin Teixeira, Henri Dekking i Hubert Menten        | 1:43.5  | 1:45.5  | 3:29.0 |
| 13   | Suïssa · Suïssa II            | Jean Mollien, J. Schneiter, R. Ansermoz, André Mollien i William Pichard          | 1:41.7  | 1:48.2  | 3:29.9 |
| 14   | França · França I             | Jean d'Aulan, Michel Baur, Roger Petit, Jacques Petit i William Beamisch          | 1:43.7  | 1:46.3  | 3:30.0 |
| 15   | França · França II            | A. Dubonnet, B. Pontavice, Joseph Dedein, Stéphane Rochefoucault i Jacques Rheins | 1:45.7  | 1:44.5  | 3:30.2 |
| 16   | Bèlgica · Bèlgica II          | Charles Mulder, Hubert Kryn, F. Hubert, Louis Rooy i Robert Langlois              | 1:45.0  | 1:46.2  | 3:31.2 |
| 17   | Polònia · Polònia             | Józef Broel, Jerzy Bardziński, Jerzy Łucki, Jerzy Potulicki i Antoni Bura         | 1:44.8  | 1:46.8  | 3:31.6 |
| 18   | Alemanya · Alemanya I         | Hans Endres, Paul Martin, Karl Reinhardt, Paul Volkhardt i Rudolf Soenning        | 1:48.0  | 1:43.9  | 3:31.9 |
| 19   | Romania · Romania I           | A. Berlescu, E. Ştefănescu, P. Petrovici, Tita Rădulescu i Horia Roman            | 1:47.3  | 1:44.9  | 3:32.2 |
| 20   | Luxemburg · Luxemburg         | M. Schoetter, R. Weckbecker, W. Heldenstein, P. Kaempff i A.e Hilbert             | 1:45.8  | 1:46.9  | 3:32.7 |
| 21   | Itàlia · Itàlia               | G. Morpugo, Carlo Sem, L. Cerutti, Giuseppe Crivelli i Piero Marchetti            | 1:45.0  | 1:49.6  | 3:34.6 |
| 22   | Àustria · Àustria II          | F. Lorenz, F. Wohlgemuth, E. Pechanda, Benno Karner i Richard Lorenz              | 1:42.3  | 1:49.7  | 3:42.0 |
| —    | Àustria · Àustria I           | G. Mader, H. Weinstengel, M. Waissnix, Walter Sehr i Franz Pamperl                | 1:44.2  | DSQ     | NF     |